# حكومة
| أنظمة الحكم الجمهورية: |
| جمهوريات رئاسية برئاسة تنفيذية منفصلة عن الهيئة التشريعية جمهوريات شبه رئاسية برئاسة تنفيذية ورئيس منفصل للحكومة يقود بقية السلطة التنفيذية، والذي يُعينه الرئيس ويكون مسؤولاً أمام الهيئة التشريعية جمهوريات برلمانية ذات رئيس شرفي وغير تنفيذي، حيث يقود رئيس الحكومة السلطة التنفيذية ويعتمد على ثقة المجلس التشريعي جمهوريات يُنتخب أو يُسمى فيها رئيس للدولة وللحكومة من قبل الهيئة التشريعية وقد يخضع أو لا يخضع لثقة البرلمان جمهورية مستقلة عن المجلس، حيث يكون فيها الرئيس أو حكومة المديرين على رأس الحكومة وتنتخبه الهيئة التشريعية، ولكنه مستقل عنها وغير مسؤول أمامها جمهورية ثِيُقراطية، حيث يتمتع القائد الأعلى (أو المرشد الأعلى) بسلطة تنفيذية وتشريعية كبيرة |

| أنظمة الحكم الملكية: |
| ملكيات دستورية، مع عاهل شرفي وغير تنفيذي، حيث يقود رئيس منفصل للحكومة السلطة التنفيذية ملكيات شبه دستورية، مع عاهل يتمتع بسلطة تنفيذية أو تشريعية كبيرة ملكيات مطلقة، حيث تكون السلطة بيد العاهل |

| دول الحزب الواحد (جمهوريات من حيث المبدأ) دول ذات نظام المجلس العسكري: لجنة من القادة العسكريين تسيطر على الحكومة، دول عُلقت فيها الأحكام الدستورية الخاصة بالحكومة دول ذات حكومة مؤقتة: لا يوجد أي أساس دستوري محدد لأنظمتها الحالية الأقاليم التابعة أو الأماكن التي لا توجد بها حكومات |

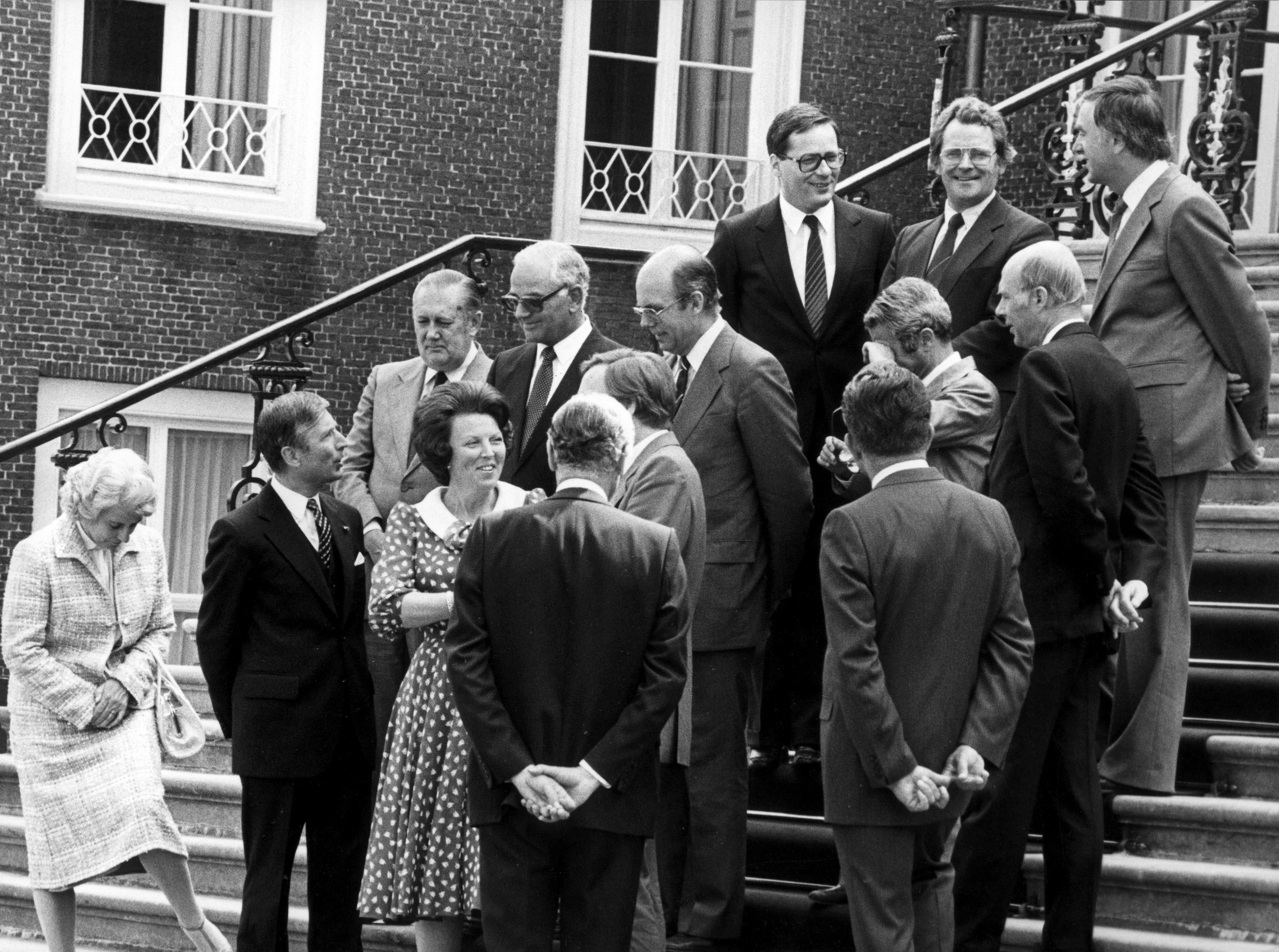

الحكومة هي مؤسسة تعد من أقدم المؤسسات السياسية في العالم.
ومنذ أقدم العصور كانت المجتمعات بحاجة إلى حكام ومنفذين لإدارة المجتمعات الإنسانية، وتعرف الحكومة على أنها شكل من أشكال ممارسة السلطة في المجتمعات.
ومن الممكن أن نقول أن هناك حكومة لأي مجموعة سواء كانت رسمية أو غير رسمية، كالعائلة والنادي والنشاط التجاري واتحاد العمل، إلا أننا نطلق كلمة حكومة عادة على الحكومة العامة، كحكومة أمة أو دولة أو ولاية أو محافظة أو مدينة أو قرية. هذه المقالة تناقش أساسا طبيعة وسلطات الحكومات العامة.
ويتأثر أي نشاط إنساني بنوع السلطة الموجودة في جوانب مهمة منه. ولهذا السبب نجد معظم علماء السياسة المتخصصين في دراسة الحكومة يعتقدون أن الحكومة يجب الا تدرس على انفراد، بل يجب الإلمام كذلك بشيء من الأنثروبولوجيا (علم الإنسان) وعلم الاقتصاد والتاريخ والفلسفة والعلوم والاجتماع، لذلك يجب على القارئ الرجوع للمقالات المتعلقة بتلك الموضوعات في هذه الموسوعة عند قراءة المقالة.

## عناصر الحكومة
هناك عدد من العناصر الأساسية المشتركة بين جميع الحكومات وهي:
1. قواعد تنظيم السلوك
2. السيادة
3. الشرعية
4. الاختصاص القضائي
5. تنفيذ القانون الحكومي هي مؤسسة تعد من أقدم المؤسسات السياسية في العالم. ومنذ أقدم العصور كانت المجتمعات بحاجة إلى حكام ومنفذين لإدارة المجتمعات الإنسانية، وتعرف الحكومة على أنها شكل من أشكال ممارسة السلطة في المجتمعات. ومن الممكن القول أن هناك حكومة لاي مجموعة سواء كانت رسمية أو غير رسمية، كالعائلة والنادي والنشاط التجاري واتحاد العمل، إلا أننا نطلق كلمة حكومة عادة على الحكومة العامة، كحكومة أمة أو دولة أو ولاية أو محافظة أو مدينة أو قرية. هذه المقالة تناقش أساسا طبيعة وسلطات الحكومات العامة. ويتأثر أي نشاط إنساني بنوع السلطة الموجودة في جوانب مهمة منه. ولهذا السبب نجد معظم علماء السياسة المتخصصين في دراسة الحكومة يعتقدون أن الحكومة يجب الا تدرس على انفراد، بل يجب الإلمام كذلك بشيء من الأنثروبولوجيا (علم الإنسان) وعلم الاقتصاد والتاريخ والفلسفة والعلوم والاجتماع، لذلك يجب على القارئ الرجوع للمقالات المتعلقة بتلك الموضوعات في هذه الموسوعة عند قراءة المقالة.

الحكومة هي مؤسسة تعد من أقدم المؤسسات السياسية في العالم. ومنذ أقدم العصور كانت المجتمعات بحاجة إلى حكام ومنفذين لإدارة المجتمعات الإنسانية، وتعرف الحكومة على أنها شكل من أشكال ممارسة السلطة في المجتمعات. ومن الممكن القول أن هناك حكومة لاي مجموعة سواء كانت رسمية أو غير رسمية، كالعائلة والنادي والنشاط التجاري واتحاد العمل، إلا أننا نطلق كلمة حكومة عادة على الحكومة العامة، كحكومة أمة أو دولة أو ولاية أو محافظة أو مدينة أو قرية. هذه المقالة تناقش أساسا طبيعة وسلطات الحكومات العامة. ويتأثر أي نشاط إنساني بنوع السلطة الموجودة في جوانب مهمة منه. ولهذا السبب نجد معظم علماء السياسة المتخصصين في دراسة الحكومة يعتقدون أن الحكومة يجب الا تدرس على انفراد، بل يجب الإلمام كذلك بشيء من الأنثروبولوجيا (علم الإنسان) وعلم الاقتصاد والتاريخ والفلسفة والعلوم والاجتماع، لذلك يجب على القارئ الرجوع للمقالات المتعلقة بتلك الموضوعات في هذه الموسوعة عند قراءة المقالة.
- قواعد تنظيم السلوك:

لكل مجموعة من البشر ابتداء من العائلة وانتهاء بالأمة قواعد سلوك تحكم حياة أفرادها. فقد يكون هناك عرف في عائلة مثلا يتطلب حضور جميع أفرادها في أوقات الوجبات. ومن خلال هذا العرف يتمكن أفراد العائلة من تناول الطعام مجتمعين، ثم الانتشار لشؤونهم الخاصة. فالهدف من هذا هو جعل حياة المجموعة تجري في هدوء.
أما القواعد والأعراف التي تضعها مجموعة ما، فهي في حقيقتها قرارات في موضوعات تؤثر في المجموعة ككل، وترمي إلى المطالبة بأنواع معينة من السلوك أو تشجيعها، أو منع أفراد المجموعة عن أنواع أخرى.
- السيادة:

هي القوى أو السلطة العليا.
فالحكومة ذات السيادة تملك سلطة استعمال القوة داخل حدودها.
وظهرت على مر السنين أفكار عدة حول مصدر سيادة الحكومة العامة. ومن الأفكار التي ظهرت قديما كمعتقدات راسخة أن الحكومة تحكم بموجب الحق الإلهي، وهو اعتقاد يرى أن الحكومة استمدت سلطتها من الله، وهي سلطة شاملة ومطلقة، وفي العصر الحديث يعد الشعب في الدول الديمقراطية هو الرئيسي ولسلطة الحكومة.
- الشرعية:

هي قبول الشعب لحق الحكومة في مباشرة السلطة على أساس نتائج انتخابات الشعب لاحزاب لشغر البرلمان ويختار المواطنون أعضاء من الأحزاب لتمثيلهم في البرلمان، ويكون اختيار الشعب لهم أولا لنزاهتهم وسمعتهم الطيبة وما هو أهم من ذلك ما يتقدمون به من برنامج للحكم في نواحي الاقتصاد والتعليم والبيئة والخارجية وغيرها. وفي العادة يقوم حزب الأغلبية بتكوين الحكومة بتكليف من الملكة (في المملكة المتحدة) أو من رئيس الجمهورية (كما في ألمانيا)، فإذا لم يوجد حزب أغلبية يحوز على نصف عدد مقاعد البرلمان، فيمكن تكوين حكومة ائتلافية بين حزبين أو ثلاثة لتستطيع الحصول على نسبة مقاعد أكثر من 50% في البرلمان، وبذلك تضمن الحكومة تمرير ما تقره من قوانين جديدة وقرارات، ولا تستطيع المعارضة عندئذ توقيف الموافقة على القوانين الجديدة.
يعتمد النظام النيابي على التنشئة الاجتماعية للأفراد، والتشجيع على ممارسة حق الانتخاب. وبغرض أن يكون العمل البرلماني بناء تحدد دولة مثل ألمانيا طبقا لدستورها عدد الأحزاب على أساس أن الأحزاب التي تدخل البرلمان لا بد وأن تحصل على نسبة 5% من أصوات الشعب.
- الاختصاص القضائي:

يعني الحق أو السلطة في إصدار وتنفيذ الاحكام أو القوانين التي وافق عليها البرلمان.
يمتد الاختصاص القضائي للحكومة العامة ليشمل جميع الأفراد المقيمين في منطقة معينة. والطريق الوحيد لتجنب هذا الاختصاص هو الخروج من تلك المنطقة.
للحكومات العامة اختصاص قضائي وظيفي واسع. وهذا الاختصاص يتعلق بمدى النشاطات التي تنطبق عليها احكامها وقوانيها. وتستطيع الحكومات العامة ضبط السلوك الذي يمس الامن القومي والمصلحة الاجتماعية والاقتصادية والزواج والطلاق والصحة العامة والتعليم والضرائب والمواصلات بالإضافة إلى ذلك تقوم الحكومات العامة بتنظيم معظم النشاطات التجارية والمهن والحرف.
- تنفيذ القانون:

قد لا يكون لقواعد السلوك اثر كبير الا إذا قام الأفراد بمراعاتها لانه لو سمح لهم بأعمالها ومخالتها لتوقف نشاط المجتمع وتلا ذلك سرعة انعدام القانون أو النظام.
يطيع معظم الأفراد قرارات مجموعتهم برغبتهم، إلا أن بعضهم يجب إجباره على الطاعة بالتهديد بالعقوبة.
كما أن الأندية والأعمال التجارية واتحادات العمل لها ضباط يقومون بالإشراف على تطبيق القوانين. وكذلك الحال في الأمم والمدن حيث تقوم أجهزة مختصة بتطبيق القانون مثل ضباط الشرطة، ومراقبي الحركة والقضاة والجنود. ويعني التنفيذ عادة نوعا من العقوبة توقع على من تثبت عليهم المخالفة. وكثيرا ما ستعمل تعبير تنظيم السلطة للإشارة إلى القائمين بسلطة ضبط السلوك من خلال إصدار وتنفيذ القواعد التي تحكم المجموعة.

## أنواع الحكومات
هناك أنواع وأشكال متعددة من الحكومات، من أهمّها: الملكية المطلقة - الملكية الدستورية - لاسلطوية - أرستقراطية - أوتوقراطية - ديموقراطية - فيدرالية - ديكتاتورية - ملكية - جمهورية - أوليغاركية - بانارشية - طبقية - تكنوقراطية - ثيوقراطية - فاشية. وفيما يلي شرح لبعض أنواع الحكومات:
1. حكومة معينة: وهي الحكومة التي يعينها رئيس الجمهورية «المنتخب» في الأنظمة السياسية التي تعرف باسم الجمهورية الرئاسية، والحكومة التي يعينها الملك في الأنظمة السياسية التي تعرف باسم الملكية المطلقة، وأيضاً الحكومة التي توجد في البلدان التي تعرف أنظمتها السياسية باسم ملكية شبه دستورية، مثال على بلدان حكوماتها معينة: مصر والسعودية والكويت.
2. حكومة حزب الأغلبية: وهي الحكومة التي تكون في البلدان التي تكون الأنظمة السياسية فيها تعرف باسم الجمهورية البرلمانية، وأيضاً هذه الحكومة تتواجد في البلدان التي تكون الأنظمة السياسية فيها تعرف باسم الملكية الدستورية، وأيضاً الحكومة التي توجد في البلدان التي تعرف انظمتها السياسية باسم جمهورية شبه رئاسية، وطريقة تشكيل الحكومة هي أن الحزب أو التحالف السياسي الفائز بأغلبية مقاعد البرلمان هو من يقوم بتشكيل الحكومة، مثال على بلدان حكومتها حكومة حزب الأغلبية: بريطانيا.
3. حكومة ائتلافية: وهي الحكومة التي تكون في البلدان التي تكون الأنظمة السياسية فيها تعرف باسم الجمهورية البرلمانية، وأيضاً هذه الحكومة تتواجد في البلدان التي تكون الأنظمة السياسية فيها تعرف باسم الملكية الدستورية، وأيضاً الحكومة التي توجد في البلدان التي تعرف انظمتها السياسية باسم جمهورية شبه رئاسية، وطريقة تشكيل الحكومة هي أنه لا يوجد حزب حصل على أغلبية في البرلمان فتشكل الأحزاب الممثلة في البرلمان حكومة ائتلافية مثال: حكومة نوري المالكي في العراق.
4. حكومة وحدة وطنية: وهي الحكومة التي تتشكل في البلدان التي جرت فيها حرب اهلية أو ازمات سياسية، فتشكل باتفاق بين كافة القوى السياسية المتصارعة أو وساطة دولية بين أطراف الصراع السياسي، مثال: حكومة محمد باسندوة في اليمن.
5. حكومة عسكرية: ويكون رئيس الوزراء وجميع الوزراء من المؤسسة العسكرية، مثال على ذلك حكومة ميشال عون في لبنان في عام 1988 يوم 22 سبتمبر.
6. حكومة انتقالية: وهي حكومة مؤقتة، تتشكل بعد سقوط نظام سياسي اما بسبب ثورة أو انقلاب عسكري أو غزو خارجي، وتتشكل إلى حين انتهاء الفترة الانتقالية، وتنتهي الفترة الانتقالية بعد اكتمال النظام السياسي الجديد، مثال على ذلك: سلطة بول بريمر في العراق والمجلس الوطني الانتقالي الليبي.
7. حكومة عميلة أو حكومة صورية: وهي الحكومة التي يشكلها المحتل لدولة ما، مثال على ذلك: حكومة فرنسا الفيشية وهي الحكومة التي شكلها الاحتلال الألماني النازي بعد أن احتل فرنسا، وحكومة علاء حسين وهي الحكومة التي شكلها صدام حسين في الكويت أثناء الاحتلال العراقي للكويت، وعرفت باسم حكومة الكويت الحرة المؤقتة في الاعلام العراقي الرسمي.
8. حكومة تصريف أعمال: حكومة تصريف الأعمال تسمى بهذا المسمى الحكومة التي انتهت ولايتها «مدتها الدستورية» أو سحب البرلمان ثقته بها، فتسمى حكومة تصريف أعمال وتمارس أعمالها إلى حين تشكيل حكومة جديدة، لكي لا يصبح في البلد فراغ سياسي، وتنتهي بعد أن تشكل الحكومة الجديدة وتستلم المهمة بدلاً عنها.
9. حكومة اتحادية وهي تكون في البلدان الفيدرالية.

## المسمى الوظيفي لرئيس الحكومة
غالباً ما يسمى رئيس الحكومة في أغلبية بلدان العالم رئيس وزراء، وبغض النظر عن حجم السلطات التي يتمتع بها مجلس الوزراء فيطلق اسم رئيس الحكومة على رئيس الوزراء، لكن هناك استثناءات بالنسبة للتسمية، فمثلاً في ألمانيا مسمى رئيس الحكومة هو المستشار، وفي تونس يكون مسمى رئيس الحكومة الوزير الأول، وفي أمريكا منصب رئيس الجمهورية ومنصب رئيس الوزراء مدمج فيطلق عليه الرئيس الأمريكي، وفي ليبيا في عهد معمر القذافي كان مسمى رئيس الحكومة هو امين اللجنة الشعبية العامة.